# Norman Panama
Norman Kaye Panama (Chicago (Illinois), 21 de abril de 1914 – Los Ángeles, 13 de enero de 2003) fue un guionista, productor y director de cine estadounidense. Su relación profesional con Melvin Frank se transformó en películas como Los Blandings ya tienen casa (Mr. Blandings Builds His Dream House) (1948), Navidades blancas (White Christmas) (1954) y El bufón del rey (The Court Jester) (1956). Sin Frank, dirigió películas como How to Commit Marriage (1969).

## Biografía
Panama se encontró con su futuro socio Melvin Frank en 1933 cuando coincidieron en la Universidad de Chicago. Después de graduarse, formaron un dúo de trabajo en 1935 que duraría cuatro décadas. Primera escribiendo para Milton Berle y después para el show radiofónico de Bob Hope y de Groucho Marx. En 1941, vendieron su primer guion a la Paramount Pictures, My Favorite Blonde (1942), protagonizada por Bob Hope.
Estuvieron trabajando para la Paramount durante cinco años. Escribieron guiones como Road to Utopia (1946), protagonizada por Hope y Bing Crosby, por la que recibieron su primera nominación al Óscar al mejor guion original. Después, firmaron con Columbia Pictures haciendo escritos como Tenías que ser tú (It Had to Be You) (1947) y Tío Willie (The Return of October) (1948) o Los Blandings ya tienen casa (1948) para RKO.
En 1950, firmaron un contrato con Metro-Goldwyn-Mayer para escribir, producir y dirigir películas (y estarían acreditados tanto él como Melvin Frank en esas funciones). Comenzaron con el largometraje The Reformer and the Redhead (1950) al que le siguieron Un gramo de locura (Knock on Wood ) (1954) y El bufón del rey (1956), todas con Danny Kaye como protagonista. También coescribieron Navidades blancas (1954) con Norman Krasna. También escribieron obras de Broadway en 1956, como la adaptación de Li'l Abner (1959), dirigida por Frank. Recibieron otras nominación a los Oscar con Los hechos de la vida (The Facts of Life) (1960) o Dos frescos en órbita (The Road to Hong Kong) (1962).
Ganó el Premio Edgar por A Talent for Murder (1981), una obra coescrita con Jerome Chodorov. Panama continuó escribiendo durante la década de los 80. Murió en 2003 en Los Ángeles, a la edad de 88 años por complicaciones con el Parkinson.

## Filmografía

### ConMelvin Frank
Como guionista
- Mi rubia favorita (My Favorite Blonde), de Sidney Lanfield  (1942)
- Road to Utopia, de Hal Walker (1946)
- Monsieur Beaucaire, de George Marshall (1946)
- Tenías que ser tú (It Had to Be You), de Rudolph Maté y Don Hartman  (1947)
- Los Blandings ya tienen casa (Mr. Blandings Builds His Dream House), de H.C. Potter (1948)
- Tío Willie (The Return of October), de Joseph H. Lewis (1948)
- Navidades blancas (White Christmas), de Michael Curtiz (1954)

Como director
- The Reformer and the Redhead (1950)
- Strictly Dishonorable (1951)
- Callaway Went Thataway (1951)
- El gran secreto (Above and Beyond ) (1952)
- Un gramo de locura (Knock on Wood ) (1954)
- El bufón del rey (The Court Jester) (1956)
- Esa extraña sensación (That Certain Feeling) (1956)
- Li'l Abner (1959)
- La trampa (The Trap) (1959)
- Los rebeldes de Kansas (The Jayhawkers!) (1959)
- Los hechos de la vida (The Facts of Life) (1960)
- Dos frescos en órbita (The Road to Hong Kong) (1962)
- Habitación para dos (Strange Bedfellows)  (1965)
- Bromas con mi mujer... no (Not with My Wife, You Don't!) (1966)
- Coffee, Tea or Me? (TV) (1973)

### En solitario
- Qué muertos más divertidos (The Maltese Bippy) (1969)
- How to Commit Marriage (1969)
- Cien maneras de amar (I Will, I Will... for Now) (1973)
- Barnaby and Me (TV) (1978)

## Premios y nominaciones
Premios Óscar
| Año  | Categoría            | Película              | Resultado |
| ---- | -------------------- | --------------------- | --------- |
| 1947 | Mejor guion original | Road to Utopia        | Nominado  |
| 1955 | Mejor guion original | Un gramo de locura    | Nominado  |
| 1961 | Mejor guion original | Los hechos de la vida | Nominado  |